# Ryall (Dorset)
Ryall – wieś w Anglii, w hrabstwie Dorset. Leży 37 km na zachód od miasta Dorchester i 215 km na południowy zachód od Londynu.